# جيم وليامز (ملحن)
جيم وليامز (بالإنجليزية: Jim Williams)‏ هو ملحن بريطاني، ولد في 1950.

## وصلات خارجية
- جيم وليامز على موقع IMDb (الإنجليزية)
- جيم وليامز على موقع ميوزك برينز (الإنجليزية)
- جيم وليامز على موقع قاعدة بيانات الفيلم (الإنجليزية)